# Jerzy Pałucki
Jerzy Pałucki (ur. 26 marca 1955 w Goszczanowie, zm. 2 października 2023) – polski duchowny katolicki, teolog, profesor nauk teologicznych.

## Życiorys
W 1981 ukończył studia teologiczne w Wyższym Seminarium Duchownym we Włocławku i otrzymał we Włocławku święcenia kapłańskie z rąk biskupa Jana Zaręby. W 1986 otrzymał stopień licencjata. Doktorat obronił z Klemensa Aleksandryjskiego w 1988 roku (promotorem był ks. prof. dr hab. Franciszek Drączkowski), a habilitację uzyskał w roku 1996. W 2008 otrzymał tytuł naukowy profesora nauk teologicznych.
Specjalizował się w teologii Ojców Kościoła. Pełnił funkcję dyrektora Instytutu Historii Kościoła i Patrologii Katolickiego Uniwersytetu Lubelskiego Jana Pawła II oraz kierownika Katedry Patrologii Łacińskiej w tym instytucie. Był prodziekanem (1998–2002), a następnie dziekanem (2002–2008) Wydziału Teologii KUL. Zajmował stanowiska sekretarza (1994–1996), a później przewodniczącego (1996–2001) Sekcji Patrologów Polskich przy Komisji Episkopatu Polski ds. Nauki Katolickiej.
W 2022 został odznaczony Medalem Komisji Edukacji Narodowej za szczególne zasługi dla oświaty i wychowania.
Wuj Przemysława Czarnka.

## Ważniejsze publikacje
- Święty Ambroży jako duszpasterz w świetle ekshortacji pastoralnych, Wydawnictwo Muzyczne Polihymnia, Lublin (1996) ISBN 8385684806 OCLC (OCoLC) 751462811
- Ambroży z Mediolanu (2004) ISBN 83-7318-240-3
- Trynitarny wymiar Kościoła: studium patrystyczne (2007) ISBN 978-83-7363-639-2
- Ubi Petrus ibi ecclesia: Prymat Piotrowy i synody fundamentem jedności Kościoła (2009) ISBN 978-83-7363-945-4